# Estudo de impacto de vizinhança
O estudo de impactos de vizinhança, conhecido como EIV, é a ferramenta que serve como meio preventivo a danos ambientais na vizinhança, assim compreendida os residentes no local do empreendimento e seu entorno, bem como aqueles que por ali transitam. A diferença entre estudos de impacto de vizinhança e estudos ambientais, é que o EIV deve ser realizado pelo poder público, além de sua licença ou autorização baseia-se no alvará municipal de construção, ampliação ou funcionamento. Todavia, para o estatuto da cidade, lei nº 10.257/2001 art.38, o EIV não substitui a elaboração e a aprovação do estudo prévio de impacto ambiental.

## Função
A função principal do EIV é identificar e analisar os impactos de vizinhança em uma determinada ocupação urbana, seja visual, sonora ou ambiental. Portanto, necessita-se haver as características do empreendimento, como sua área de influência, os possíveis impactos e medidas para evitar a sua perpetuação e inércia. Os resultados são apresentados em relatórios de impacto de vizinhança.
A análise desses relatórios compete ao poder municipal, e possuem como foco central os impactos urbanísticos e os impactos na infra-estrutura causados pelo empreendimento. Os danos sofridos pelo meio físico, em suma maioria não são considerados, quando são, é avaliado a intervenção no meio biológico ou na paisagem natural.

## Implementação
O elevado e acelerado crescimento das cidades brasileira em níveis de adensamento populacional e de expansão de ocupação dos espaços, durante o séc XX, promoveu diversos conflitos no meio urbano, como a irregularidade de ocupação do solo, surgimentos de favelas, ocupação de áreas de preservação ambiental, entre outros.Por conta disso, foi necessário a criação de ações de ordem pública e de interesse social para que o meio ambiente seja mais preservado dentro do perímetro urbano.

## Vantagens do estudo de impacto de vizinhança
O EIV promove diversos benefícios de ordem social e visual na cidade, entre esses: "Maior segurança ao empreendimento, evitando riscos futuros e contribuindo para o planejamento e melhoria do projeto. Conciliar eventuais conflitos com a vizinhança. Contribui para a aprovação do empreendimento. Estabelecer condições ou contrapartidas para o funcionamento de empreendimento. Apresentar propostas de adequações necessárias para a defesa ambiental, viabilizando o empreendimento".

## Como é utilizado no município
De acordo com estatuto da cidade, art.37 da lei nº 10.257/2001, o EIV deve ser executado de modo que contemplar ambos os efeitos, seja positivos ou negativos,  de um empreendimento.
Para José Augusto de Lollo, ocorre deficiência quanto a implementação da lei nos municípios, pelo fato de que tal lei ter apenas caráter normativo, servindo como base para elaboração de leis municipais que abrangem o estudo de impacto de vizinhança. Todavia, a maioria dos municípios brasileiros não criam tais complementos, apenas repetem os princípios existentes na lei 10.257/2001, gerando diversas consequências, como: "Para o meio ambiente: é visto a degradação ambiental, elevadas taxas de poluição e contaminação da flora; população vizinha: a falta de detecção prévia impede a adoção de medidas cautelosas, de modo que a população é exposta aos efeitos nocivos da implementação do empreendimento; população em geral: ao extrapolar a sua área de influência, os impactos causados pelo empreendimento pode afetar, em geral, todo o município; município: a priorização de recursos à minimizar esses impactos, causa uma elevada demanda de orçamento, os quais muitas vezes inviabiliza outros investimentos da população em geral."